# Фінн Вайтгед
Фінн Вайтгед (англ. Fionn Whitehead; нар. 18 липня 1997) — англійський актор. Найбільше відомий за воєнним драматичним фільмом Крістофера Нолана «Дюнкерк».

## Життєпис
Фінн Вайтгед народився у 1996 або 1997 році у Лондоні. Його назвали на честь персонажа кельтських міфів Фінна Маккула. Мати Фінна звуть Лінда, батька — Тім, він є джазовим музикантом. У дитинстві Фінн хотів зробити кар'єру у брейк-дансі, але згодом передумав на користь акторства. Вперше опинився на сцені у 13 років у театрі Orange Tree Theatre, пізніше ходив до Річмондського коледжу та пройшов літні курси Національного юнацького театру. У 2016 Вайтгед зіграв головну роль у міні-серіалі ВІН. Також він був задіяний у театральній постановці Ґленна Волдрона Рідні.
Несподівано його було обрано на головну роль у фільмі Крістофера Нолана «Дюнкерк», який вийшов у 2017 році. Сам Нолан назвав Вайтгеда «молодим Томом Кортні».
Вайтгед зіграє роль у фільмі Дитячий закон, де також знімаються Емма Томпсон та Стенлі Туччі. Також його було обрано на роль у фільмі Караван режисера Себастіяна Шіппера, який наразі знаходиться у виробництві.

## Фільмографія
| Рік  | Назва             | Формат     | Зауваги                                               |
| ---- | ----------------- | ---------- | ----------------------------------------------------- |
| 2016 | Він               | Мінісеріал |                                                       |
| 2017 | Дюнкерк           | Фільм      |                                                       |
| 2017 | Дитячий закон     | Фільм      |                                                       |
| 2017 | Квір              | телесеріал | монолог «Великий вихідний» (один із восьми монологів) |
| 2018 | Чорне дзеркало    | телесеріал | епізод «Бузогриз»                                     |
| 2019 | Шляхи             | Фільм      |                                                       |
| 2020 | Inside No. 9      | телесеріал | епізод «Misdirection»                                 |
| 2020 | The Duke          | Фільм      |                                                       |
| 2020 | Не кажи нікому    | Фільм      |                                                       |
| 2021 | Покоління Вояджер | Фільм      |                                                       |
| 2022 | Емілі             | Фільм      |                                                       |

## Нагороди та номінації
| Рік  | Фільм   | Премія                                                                                        | Результат | Ref.   |
| ---- | ------- | --------------------------------------------------------------------------------------------- | --------- | ------ |
| 2017 | Дюнкерк | Премія «Імперія» найкращому новачку                                                           | Номінація | [ 12 ] |
| 2017 | Дюнкерк | Премія Лондонського гуртка кінокритиків Найкращому британському та ірландському акторові року | Номінація | [ 13 ] |